# Терелл Елвін Мак-Крені
Терелл Елвін Мак-Крені (англ. Tarell Alvin McCraney; нар. 17 жовтня 1980, Маямі, Флорида, США) — американський сценарист і письменник. Лауреат премії «Оскар» 2017 року за сценарій до фільму «Місячне сяйво» у співавторстві з Баррі Дженкінсом.

## Біографія
Народився в Маямі, Флорида, США. Ще в дитинстві почав відвідувати мистецький центр, займався там танцями, вивчав візуальне, музичне й акторське мистецтва та вчився письма. 1999 року закінчив школу мистецтв за програмою «Театральне мистецтво». Вищу освіту здобув в Університеті Деполя, який закінчив 2003 року. Пізніше приєднався до курсу драматургії Єльської школи драматичного мистецтва.
Мати Терелла страждала від наркотичної залежності, якийсь час зустрічалась з наркодилером. Він не був його біологічним батьком. У шкільні роки хлопчика цькували та він мав проблеми з самовизначенням себе у житті. Коли Мак-Крені виповнилось 22, мама померла від ускладнень пов'язаних зі СНІДом.

## Кар'єра
Талант Терелла оцінили, коли він ще навчався в мистецькій школі в Маямі. Його твори, постановки які можна побачити на сценах театрів світу, завоювали численні нагороди. Серед яких Стипендія Мак-Артура 2013 року. 2016 року зарекомендував себе і у кінематографі. Сценарій до фільму «Місячне сяйво» став лауреатом престижних кінопремій, серед яких «Оскар», «Незалежний дух». Фільм оснований на творі Мак-Крені «У місячному світлі чорні хлопці здаються сумними», написаний 2003 року, після смерті матері у тому ж році.
У грудні 2016 стало відомо, що Мак-Крені запросили працювати в Єльську школу драми.

## Особисте життя
Терелл Елвін Мак-Крені — відкритий гей.

## Фільмографія

### Фільми
| Рік  | Назва           | Оригінальна назва | Примітки                       |
| ---- | --------------- | ----------------- | ------------------------------ |
| 2016 | «Місячне сяйво» | Moonlight         | сценарист, виконавчий продюсер |